# Edmond Wilhelm Brillant
Treść tego artykułu może nie być zgodna z zasadami neutralnego punktu widzenia.
 Po wyeliminowaniu niedoskonałości należy usunąć szablon [[Szablon:Dopracować|]] z tego artykułu.

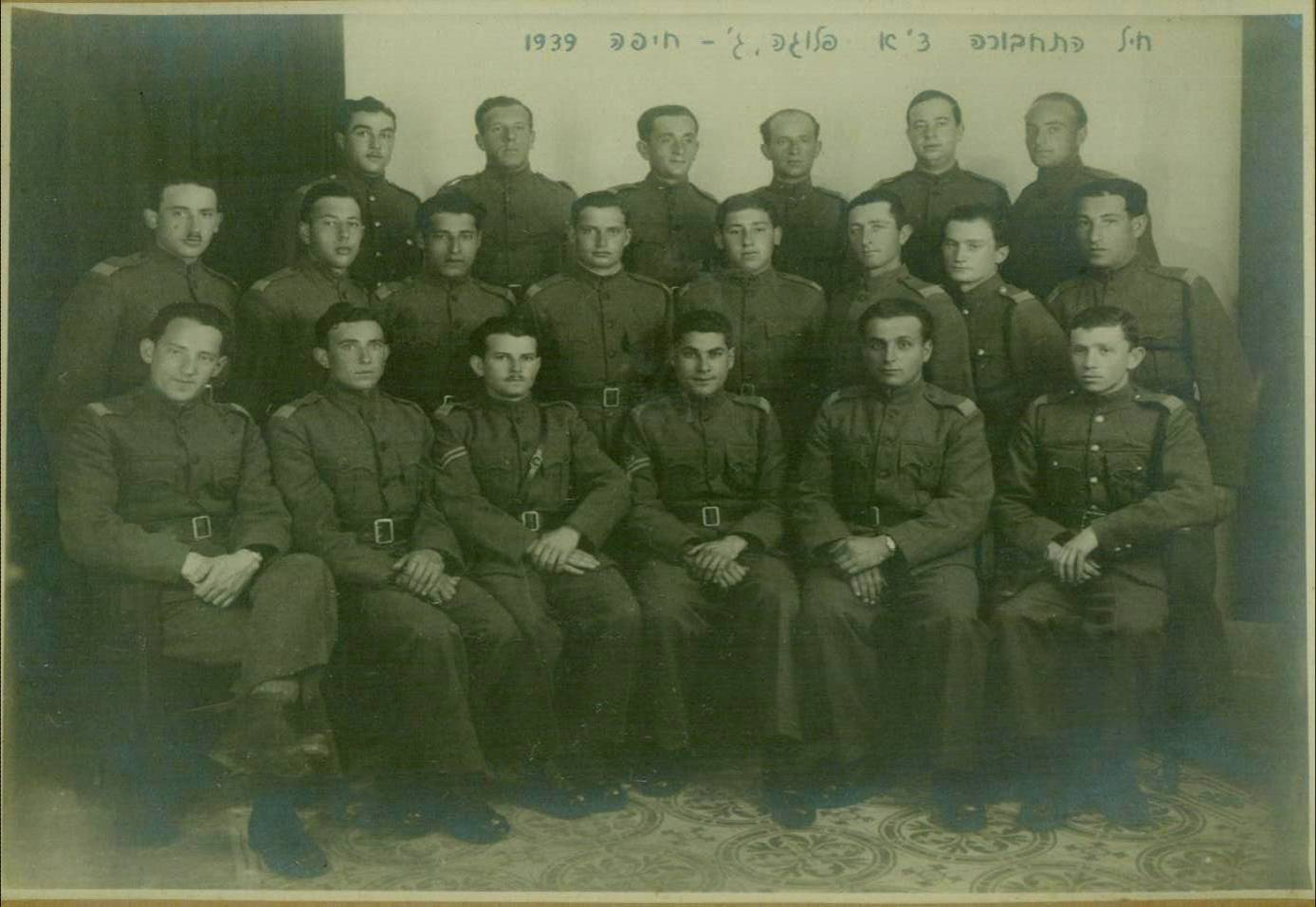
Edmond Wilhelm Brillant w pierwszym rzędzie po prawej stronie z pistoletu PPRD Koleje C Hagana Haifa 1939

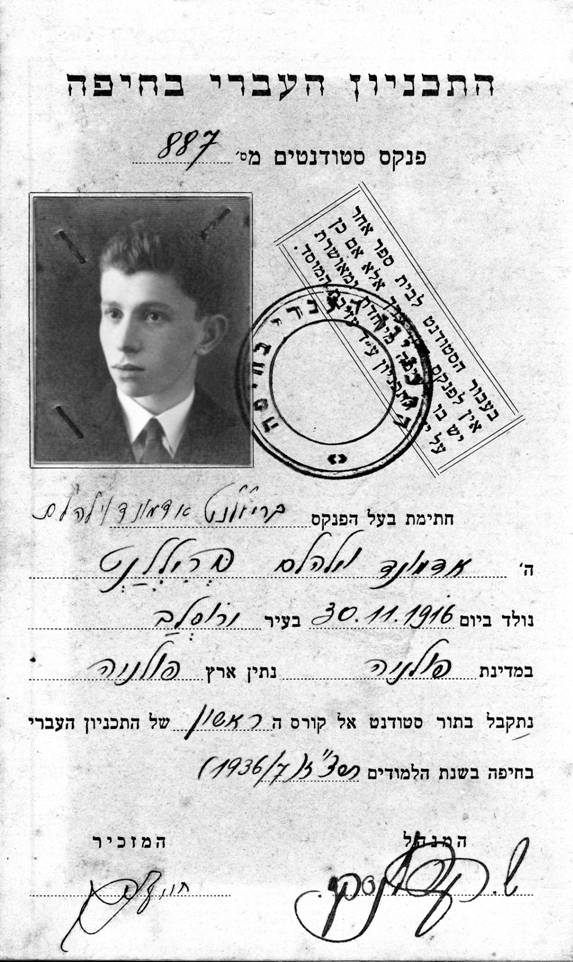
Edmond Wilhelm Brillant, jako student (1936)

Edmond Wilhelm Brillant (ur. 1916 w Jarosławiu, zm. 2004) – członek Hagany, ojciec-założyciel Izraelskiego Korpusu Morskiego, istotnie zaangażowany w rozbudowę Marynarki Wojennej.

## Lata młodości
Edmond Wilhelm Brillant urodził się w 1916 roku w Jarosławiu jako najmłodszy spośród czterech synów farmaceuty Wiktora Brillanta i jego żony Laury Brillant (z domu Sturmlauf). Brillant dołączył do klubu szybowniczego w Jarosławiu w 1929. Studiował budowę szybowców, samolotów, szybownictwo i lotnictwo.
W 1934 roku Brillant ukończył jarosławskie gimnazjum i rozpoczął studia w zakresie mechaniki we Lwowie. W 1936 wyemigrował do Izraela (wówczas brytyjski mandat Palestyny) na pokładzie SS Polonia z portu Konstanca i zamieszkał w Hajfie.

## W Haganie
Brillant rozpoczął studia inżynierii mechanicznej w Technionie, a w 1937 roku wstąpił do  klubu lotniczego „Kfar Yeladim” Hagany w dolinie Jezreel jako instruktor. Klub lotniczy „Kfar Yeladim” był przykrywką do tworzenia sił powietrznych w Izraelu. W 1938 wstąpił jako ochotnik do Departamentu Policji Kolejowej (PPRD) i eskortował pociągi na trasie z Zemach nad Jeziorem Tyberiadzkim do Port Saidu. Podczas służby w PPRD został ranny, kiedy jego pociąg został wysadzony w powietrze na minie podczas buntu Arabów w latach 1936–1939. Uciekł ze szpitala i wrócił do służby.

## Służba w Royal Navy
Podczas II wojny światowej Brillant rozpoczął pracę jako wolontariusz w 3 pułku piechoty, a następnie w 1942 dołączył do Royal Navy jako starszy bosman i służył tam do marca 1946.
Brillant służył w Red-Sea Teatr na pokładzie Her Majesty’s Ship (HMS) w Massaua w Erytrei. Jego zespół został zastąpiony później przez Royal Navy. Tam Brillant rozpoczął naukę prac ratowniczych, nurkowania w płytkiej wodzie, obsługę i naprawę silników Diesla i innych morskich zawodów, które pomogły mu w późniejszej karierze w izraelskiej marynarce wojennej.
Po zwolnieniu z marynarki wojennej wrócił do Hagany i przyłączył się do Sił Obronnych Izraela (IDF) oraz sił morskich.

## Służba w izraelskich siłach morskich
Brillant dołączył do Palyamu, który później przekształcił się w Shayetet 13. Brał udział w przekształcaniu tajnych statków imigracyjnych Hagany w izraelskie okręty marynarki wojennej, które planowano wykorzystać podczas wojny o niepodległość. Brillant założył oddział kontroli uszkodzeń oraz specjalne jednostki ratownicze w ramach operacji o nazwie YALTAM.
Służył jako oficer sztabowy w marynarce wojennej, a podczas swojej służby zajmował się planowaniem operacyjnym bitwy morskiej w 1956 roku, w której został zdobyty egipski niszczyciel Ibrahim El Awal.

## W ZIM Navigation Company
Brillant został zaproszony przez Marynarkę Wojenną do poprowadzenia trzech projektów budowy statków marynarki handlowej. Przeniósł się do Francji i przedstawił projekt wycieczkowca „Szalom” stoczni Chantiers de l’Atlantique. Był to największy statek pasażerski izraelskiego przedsiębiorstwa żeglugowego ZIM. Następnie przeniósł się do Tulonu, gdzie zarządzał budową dwóch statków towarowych: Keshet i Noga. W 1963 Brillant poprosił attaché wojskowego IDF w Paryżu o pozwolenie na przejście na emeryturę, choć proszono go o kontynuowanie służby dla Leaves Fall (Projekt Cherbourg). W 1969, gdy był inspektorem technicznym w ZIM w Europie, Brillant zorganizował tankowanie 5 łodzi rakietowych klasy Sa’ar 3, którymi uciekł z portu w Cherbourgu podczas operacji Noah. Zmodyfikowanymi przez niego statkami towarowymi były M.V. „Lea” (który miał zatrzymać się w Gibraltarze na tankowanie) oraz M.V. Naharijjah (mający zapewniać wsparcie w rejonie Zatoce Biskajskiej.)